# Bryan Cogman
Bryan Cogman (Oklahoma City, 25 luglio 1979) è uno sceneggiatore e produttore televisivo statunitense.

## Scritti
- Il Trono di Spade. Dietro le quinte della serie HBO (Inside HBO's Game of Thrones, 2012), Rizzoli, pp 192, ISBN 88-170-5652-9. Uscito in Italia il 19 settembre 2012.

## Filmografia

### Sceneggiatore

#### Televisione
- My Own Worst Enemy: Conspiracy Theory - serie TV, episodio 1x04 (2008)
- Il Trono di Spade (Game of Thrones) – serie TV, 11 episodi (2011-2018)

#### Cinema
- Magic: The Gathering (in pre-produzione)

#### Altro
- Polly - cortometraggio, regia di Clayton Olsen (2011)

### Produttore

#### Televisione
- Il Trono di Spade (Game of Thrones) – serie TV, 10 episodi (2015)

### Supervisione alla produzione

#### Televisione
- Il Trono di Spade (Game of Thrones) – serie TV, 10 episodi (2016)

### Co-produttore esecutivo

#### Televisione
- Il Trono di Spade (Game of Thrones) – serie TV, 7 episodi (2017-2019)